# Jonathan Holmes
Jonathan Holmes   (San Antonio, 9 de desembre de 1992), nom complet Jonathan Alexander Holmes, és un jugador de bàsquet professional que juga al FC Barcelona de la lliga ACB. Va jugar bàsquet universitari de la Universitat de Texas.